# Lago Retico
Der Lago Retico ist ein Bergsee auf 2372 m ü. M. im Val di Campo der Schweizer Gemeinde Blenio in den Lepontinischen Alpen. Er befindet sich gleich unterhalb des Pass Cristallina (2399 m ü. M.), über den der Alpenhauptkamm und die Grenze zwischen den Kantonen Tessin und Graubünden verlaufen. Ein paar Kilometer weiter westlich liegt der Lukmanierpass.

## Lage und Geologie
Der ovale See liegt in einer Felsmulde an einem geologischen Bruch, entstanden durch glaziale Aushöhlung. Am Südufer des Lago Retico findet sich schwarzer Bündnerschiefer und in der Folge auch heller Kalkschiefer, am Nordufer Streifengneis.
Westlich des Sees liegen Vorgipfel der Cima della Bianca/La Bianca (2893 m ü. M.), im Osten die Cima di Garina (2780 m ü. M.). Jenseits des Pass Cristallina im Norden geht es ins Val Cristallina, ein Seitental des Val Medel, hinunter. Auf der Südseite fällt das Gelände nach einem kleinen Rücken (Karschwelle), der den Abschluss der Mulde bildet, sehr steil ins Val di Campo ab.

## Fauna
Im See wurden wiederholt Fische ausgesetzt, so Amerikanische Seesaiblinge im Jahr 1977 und Bachsaiblinge im Jahr 1982. Jedes Jahr werden zudem Regenbogenforellen ausgesetzt.

## Namensherkunft
Nach gewissen Quellen soll der Name auf einen Etrusker-Führer Reto zurückgehen, der sich, von den Galliern besiegt, in den Alpen zurückziehen musste.